# عبد الله عبد المطلب بوقس
عبد الله عبد المطلب بوقس (1930- 2009)، كاتب وتربوي سعودي، من رواد الأدب المسرحي في السعودية، ووكيل شؤون الحج لدى وزارة الحج والعمرة عام 1978، والمستشار الخاص لوزيري الحج السابقين عبد الوهاب أحمد عبد الواسع ومحمود محمد سفر، والمدير العام للتربية والتعليم بجدة عام 1955، ساهم بعدد من الأعمال الأدبية التي أثرت المسرح المدرسي، وكان عضوًا في نادي مكة الأدبي، وكتب نحو 8 مؤلفات ما بين التربية والأدب، وتوفي في نوفمبر 2009.

## حياته
ولد في مكة عام 1930، وتلقى تعليمه الابتدائي في المدرسة السعودية بمكة، ثم التحق بالمعهد العلمي السعودي وتخرج فيه عام 1949، ليكمل تعليمه في جامعة الأزهر، التي تخرج فيها عام 1953، ثم انتقل للدراسة في جامعة عين شمس لمدة عام، وحصل على دبلوم علم النفس التربوي، وبعد عودته إلى مكة عمل مدرسًا في المعهد العلمي السعودي، ثم مفتشًا فنيًا بمديرية المعارف، وعُيّن بعدها مديرًا للتعليم بجدة عام 1955، وفي عام 1975 عُيّن مستشارًا ثقافيًا في ألمانيا لدى المكتب الثقافي ببون، واستمر في منصبه حتى عُيّن وكيلًا لشؤون الحج فمستشارًا لوزير الحج والأوقاف (الحج والعمرة حاليًا)، وكان ذلك آخر منصب يشغله، وأحيل إلى التقاعد عام 2004.

## مؤلفاته
- المنهاج الجديد في قواعد اللغة العربية، كتاب مشترك مع محسن باروم، أحمد إبراهيم.
- بين الحضانة والروضة.
- دعوة الحق.. صراع بين الحق والباطل.
- الخليفة الزاهد عمر بن عبد العزيز (مسرحية).
- المتنبي شاعر العرب (مسرحية).
- خدعتني بحبها (مجموعة قصصية).
- الرحلة المقدسة إلى بيت الله الحرام.
- خواطر في التربية والتعليم.
- صدى السنين.[1]

## مسرحيات من أدب الطفل
- حسن والثعلب المكار.
- فاتح السند.
- الورقة الممزقة.
- في سبيل المجد.
- طارق المغامر الجريء.[1]